# 妻鹿淳子
妻鹿 淳子（めが あつこ、1943年 - ）は、日本の日本史学者。
岡山県生まれ。1966年岡山大学法文学部史学科卒業。1969-2004年清心女子高等学校教諭。2007年岡山大学大学院文化科学研究科博士課程修了、「近世の善事褒賞と家族・女性 岡山藩を中心にして」で博士（文化科学）。岡山地方史研究会会長、川崎医療福祉大学非常勤講師を務めた。

## 著書
- 『犯科帳のなかの女たち 岡山藩の記録から』平凡社選書 1995
- 『近世の家族と女性 善事褒賞の研究』清文堂出版 2008
- 『武家に嫁いだ女性の手紙 貧乏旗本の江戸暮らし』吉川弘文館 2011

### 共編著
- 『岡山県地方史資料叢書 第4-5 岡山県史稿本』岡山県編 谷口澄夫,長光徳和共校訂 岡山県地方史研究連絡協議会 1967
- 『日蓮宗不受不施派読史年表』長光徳和共編著 開明書院 1978
- 『伊東万喜書簡集 美作小林家文書 江戸から実家への手紙』編 清文堂出版 清文堂史料叢書 2013

## 論文
- >妻鹿淳子